# Richard de Lesmenez
Richard de Lesmenez est un ecclésiastique breton qui fut évêque de Dol de 1391 à 1405.

## Biographie
Richard de Lesmenez est ancien secrétaire du duc Jean IV de Bretagne, trésorier du duché, chantre de Nantes et archidiacre de Poher lorsqu'il est recommandé comme évêque de Dol par Clément VII le 18 février 1391. Il fait sa soumission à la chambre apostolique le 18 avril suivant. Le 26 janvier 1392 il est l'un des témoins à Tours de la « réconciliation » temporaire du duc, avec le connétable de France Olivier de Clisson. Il est également présent au Parlement de Rennes de 1398. Le 25 mai 1400 il refuse l'entrée de sa cité épiscopale à Ameil du Breuil l'archevêque de Tours dont il est le suffragant lorsque ce dernier visite les évêchés bretons. Ce conflit de préséance, lointaine réminiscence de la « Métropole de Dol », s'envenime et le 17 juillet suivant il est menacé d'excommunication. Richard meurt le 26 mai 1405 et Benoit XIII nomme le 1 décembre comme successeur sur le siège de Dol Étienne Coeuret.